# میشل لبلون
میشل لبلون (فرانسوی: Michel Leblond‎; ۱۰ مهٔ ۱۹۳۲ – ۱۷ دسامبر ۲۰۰۹) بازیکن وم مربی فوتبال اهل فرانسه بود.
از باشگاه‌هایی که در آن بازی کرده‌است می‌توان به باشگاه فوتبال استراسبورگ و باشگاه فوتبال استاد رنس اشاره کرد.
وی همچنین در تیم ملی فوتبال فرانسه بازی کرده‌است.